# Condado de Morris (Kansas)
El condado de Morris (en inglés: Morris County), fundado en 1859, es uno de 105 condados del estado estadounidense de Kansas. En el año 2005, el condado tenía una población de 6,049 habitantes y una densidad poblacional de 3.3 personas por km². La sede del condado es Council Grove. El condado recibe su nombre en honor al senador de Ohio Thomas Morris.

## Geografía
Según la Oficina del Censo, el condado tiene un área total de 1820 km² (702,7 mi²), de la cual 1806 km² (697,3 mi²) es tierra y 14 km² (5,405405405405 mi²) (0.78%) es agua.

### Condados adyacentes
- Condado de Geary (norte)
- Condado de Wabaunsee (noreste)
- Condado de Lyon (sureste)
- Condado de Chase (sur)
- Condado de Marion (suroeste)
- Condado de Dickinson (oeste)

## Demografía
Según la Oficina del Censo en 2000, los ingresos medios por hogar en el condado eran de $32,163, y los ingresos medios por familia eran $39,717. Los hombres tenían unos ingresos medios de $28,912 frente a los $21,239 para las mujeres. La renta per cápita para el condado era de $18,491. Alrededor del 9.00% de la población estaban por debajo del umbral de pobreza.

## Transporte

### Autopistas principales
- U.S. Route 56
- U.S. Route 77
- Ruta Estatal de Kansas 4
- Ruta Estatal de Kansas 177
- Ruta Estatal de Kansas 149
- Ruta Estatal de Kansas 157
- Ruta Estatal de Kansas 209
- Ruta Estatal de Kansas 218

## Localidades
Población estimada en 2004;
- Council Grove, 2,253
- White City, 492
- Dwight, 328
- Wilsey, 189
- Dunlap, 81
- Parkerville, 72
- Latimer, 21

### Áreas no incorporadas
- Burdick

### Municipios
El condado de Morris está dividido entre 11 municipios. El condado tiene a Council Grove y Herington como ciudades independientes a nivel de gobierno, y todos los datos de población para el censo e las ciudades son incluidas en el municipio.

## Educación

### Distritos escolares
- Morris County USD 417
- Rural Vista USD 481